# Albert Keuter
Albert Keuter (Blokzijl, 7 januari 1892 – Bergen-Belsen, 10 maart 1945) was een Nederlandse dominee en verzetsman. Vanwege zijn verzetswerk werd hij door de Duitse bezetter gearresteerd en naar Duitsland weggevoerd. 
Keuter was een predikant bij het Doopsgezinde Broederschap in Den Haag. Daarvoor stond hij in Oost- en West Graftdijk (1917), Twisk en Medemblik (1920) en Akkrum (1925). Hij werkte samen met Casper ter Galestin en bood hulp aan joden. In 1943 verhuisde hij met zijn gezin naar Drenthe. Hij werd op 4 januari 1944 in Meppel opgepakt. Keuter kwamen eerst terecht in het Oranjehotel in Scheveningen. Via Kamp Vught, waar hij zijn oudste zoon Barend Klaas, die in Amsterdam was gearresteerd tegen het lijf liep, belandde hij uiteindelijk in Bergen-Belsen. Daar overleed hij op 10 maart 1945, vermoedelijk aan vlektyfus. Barend Klaas was daar ook en overleed vijf dagen eerder aan dysenterie.
Hij werd bij Koninklijk Besluit nr. 17 van 7 mei 1946 postuum met het Verzetskruis onderscheiden. Zijn naam staat vermeld op de Erelijst van Gevallenen 1940-1945.
H.J. van Aalderen
· P. van As
· M. Assies
· J.J. Barendsen
· J.A. Beekman
· H.D.J. Beernink
· L.R. Beijnen
· C.J. van den Berg-van der Vlis
· L.A. Bleys
· G. de Boer
· A.A. Bontekoe
· E.J. Bosch ridder van Rosenthal
· D.A. van den Bosch
· I.J. van den Bosch
· J.H. Bosch
· J.C.J. baron Brantsen
· A.L. Charroin
· F.G.M. Conijn
· M. Crans
· R.J. Dam
· F. Datema
· K.H. Derkzen van Angeren
· H. Dienske
· J.L.G. Doornik
· V. Dreyfus
· N. Dupont
· F. Duwaer
· S. Esmeijer
· G.H. Gelder
· J. Gelderman
· W.J. Gertenbach
· E.A. Giran
· O. Giran
· C.H. de Groot
· P.G.S. Guermonprez
· A. Hahn
· W. van Hall
· J.C.H.F. van Hanxleden Houwert
· Th.W.L. baron van Heemstra
· J.J. Hendrikx
· J.L. Hesselberg
· W.J. Heukels
· I. van der Horst
· J. ter Horst
· H.P. Hos
· J.F.H.M. baron van Hövell van Wezeveld en Westerflier
· B. IJzerdraat
· L. Jansen
· A. Kalter
· G.W. Kastein
· A. Keuter
· T.J. Kroeze
· D.M.R.H. Kroon
· H.Th. Kuipers-Rietberg
· A. Meerwaldt
· J.A.A. Mekel
· J.D. van Melle
· D.C.B. Mesritz
· M.-L.C. Meunier
· J.J. Mohr
· J.L. Moonen
· A.C. Nagtegaal
· F. Nieuwenhuijsen
· B. Oosthoek
· J. Oranje
· T. Pannekoek
· J. Post
· A.J. Rozeman
· V.H. Rutgers
· F.R. Ruys
· W. Santema
· J.J. Schaft
· Jhr. J. Schimmelpenninck
· R.L.A. Schoemaker
· G. Schoonman
· W.P. Speelman
· M. van der Stoep
· B.M. Telders
· A.O.H. Tellegen
· O.R. Thomsen
· G. Tieman
· T.W. de Tourton Bruijns
· L.M. Valstar
· G.J. van der Veen
· D. Verloop
· M.A.E. Verspyck
· P.M.R. Versteegh
· C. Vlot
· G. Weidner
· J.H. Westerveld
· H.B. Wiardi Beckman
· J.W. Wildschut
· J.R.E. Wüthrich
· L. Zwanenburg
· Onbekende Joodse soldaat
- International Standard Name Identifier: 0000 0003 9662 4282
- Nederlandse Thesaurus van Auteursnamen: 100442714
- Virtual International Authority File: 291574512
- WorldCat: E39PBJtCG3PMKBQhtfcYvhfKBP